# Oito Imortais
Os Oito imortais (chinês: 八仙) são um grupo de "imortais" lendários (xian) na mitologia chinesa. O poder de cada imortal pode ser transferido para um vaso/recipiente (法器) que pode conceder vida ou destruir o mal. Juntos, esses oito vasos/recipientes são chamados de "Oito imortais ocultos" (暗八仙). Diz-se que a maioria deles nasceu nas dinastias Tang ou Song. Eles são reverenciados pelos taoístas e também são um elemento popular na cultura chinesa secular. Dizem que vivem em um grupo de cinco ilhas no Mar de Bohai, que inclui o Monte Penglai.
Os Imortais são:
- He Xiangu (何仙姑), no contexto moderno geralmente vista como a única mulher do grupo, frequentemente retratada segurando uma flor de lótus.
- Cao Guojiu (曹國舅), parente de um imperador da dinastia Song antes de se tornar um imortal.
- Li Tieguai (李鐵拐), considerado mentalmente perturbado e associado à medicina e alívio do sofrimento dos enfermos e necessitados,[1] identificado por sua muleta de ferro e garrafa de cabaça.[2]
- Lan Caihe (藍采和), originalmente retratada como mulher, mais tarde desenvolveu um gênero ambíguo ou mais preciso, um gênero "transformativo" e é considerado o patrono dos floristas[3][4] e jardineiros.[5]
- Lü Dongbin (呂洞賓), um estudioso e poeta considerado o líder dos Oito imortais.
- Han Xiangzi (韓湘子), um flautista.
- Zhang Guolao (張果老), um símbolo fangshi de longevidade.
- Zhongli Quan (鍾離權), associado à morte e ao poder de criar prata e ouro, frequentemente retratado segurando um leque.

Na literatura antes da década de 1970, às vezes eram traduzidos como os Oito gênios. Descritos pela primeira vez na dinastia Yuan, eles provavelmente receberam o nome dos (em homenagem aos) Oito estudiosos/cavalheiros imortais de Han/Huainan.

## Na arte
A tradição de retratar humanos que se tornaram imortais é uma prática antiga na arte chinesa e, quando o taoísmo religioso ganhou popularidade, rapidamente adotou essa tradição com seus próprios imortais.[carece de fontes?] Enquanto os cultos dedicados a vários imortais taoístas datam da dinastia Han, os populares e conhecidos Oito imortais apareceram pela primeira vez na dinastia Jin. A arte dos túmulos Jin dos séculos XII e XIII retrata um grupo de oito imortais taoístas em murais e esculturas. Eles se tornaram oficialmente conhecidos como os Oito imortais nos escritos e obras de arte do grupo taoísta conhecido como Realização completa (Quanshen). A representação artística mais famosa dos Oito imortais deste período é um mural deles no Templo da alegria eterna (Yongle Gong) em Ruicheng.
Os Oito imortais são considerados sinais de prosperidade e longevidade, por isso são temas populares na arte antiga e medieval. Eram adornos frequentes em vasos de celadon. Eles também eram comuns em esculturas pertencentes à nobreza. Suas aparicões mais comuns, no entanto, eram em pinturas.[carece de fontes?] Muitas pinturas de seda, murais de parede e gravuras em blocos de madeira permanecem dos Oito imortais. Eles eram frequentemente representados juntos em um grupo ou sozinhos para dar mais homenagem a esse imortal específico.
Uma característica interessante das primeiras obras de arte dos Oito imortais é que eles são frequentemente acompanhados por donzelas de mão de jade, comumente representados por servos das divindades de classificação mais alta ou outras imagens que mostram grande poder espiritual. Isso mostra que, desde cedo, os Oito imortais rapidamente se tornaram figuras eminentes da religião taoísta e tiveram grande importância.[carece de fontes?] Podemos ver que essa importância só aumentou nas dinastias Ming e Qing. Durante essas dinastias, os Oito imortais eram frequentemente associados a outras divindades espirituais proeminentes nas obras de arte. Existem inúmeras pinturas com eles e as Três estrelas'" (os deuses da longevidade, prosperidade e boa sorte) juntos. Além disso, outras divindades importantes, como a Rainha mãe do oeste, são comumente vistas na companhia dos Oito imortais.
As obras de artes dos Oito imortais não se limitam às pinturas ou outras artes visuais. Eles são bastante proeminentes em obras escritas também. Autores e dramaturgos escreveram inúmeras histórias e peças sobre os Oito imortais. Uma história famosa que foi reescrita muitas vezes e transformada em várias peças (a mais famosa escrita por Mu Zhiyuan na Dinastia Yuan) é O sonho do painço amarelo, que é a história de como Lǚ Dòngbīn conheceu Zhongli Quan e começou seu caminho para imortalidade.

## Na literatura

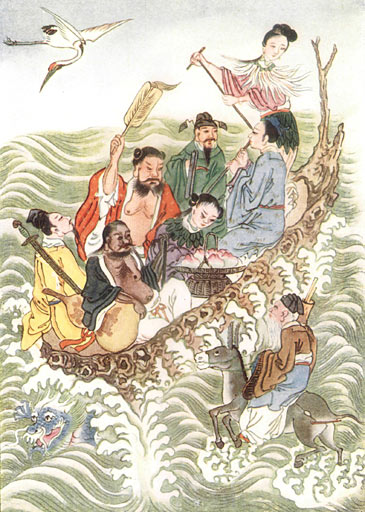
Os Oito imortais atravessando o mar, de Mitos e lendas da China. No sentido horário no barco começando pela popa: He Xian'gu, Han Xiang Zi, Lan Caihe, Li Tieguai, Lü Dongbin, Zhongli Quan, Cao Guojiu e fora do barco está Zhang Guo Lao.

Os imortais são tema de muitas criações artísticas, como pinturas e esculturas. Exemplos de escritos sobre eles incluem:
- A torre de Yueyang de Ma Zhiyuan
- O barco de folhas de bambu (竹叶船; zhú yè chuán) de Fan Zi'an (范子安; fàn zǐ ān)
- O salgueiro no sul da cidade (城南柳; chéng nán liǔ) de Gu Zijing (米子敬; gǔ zǐ jìng)
- O mais significativo é A partida e viagem dos Oito imortais para o oriente (八仙出處東遊記; bā xiān chū chù dōng yoú jì) de Wu Yuantai (吳元泰; wú yuán taì) na dinastia Ming.
- Há outra obra, também feita durante o período Ming (c. séculos XIV – XV), de um escritor anônimo, chamada Os oito imortais cruzam o mar ("'八仙過海; bā xiān guò hǎi). É sobre os Imortais a caminho da Conferência do Pêssego mágico (蟠桃會; pán taó huì) quando encontram um oceano. Em vez de confiar em suas nuvens para atravessá-los, Lü Dongbin sugeriu que cada um deveria exercer seus poderes únicos para atravessar. Derivado disso, o provérbio chinês "Os Oito imortais atravessam o mar, cada um revelando seus poderes divinos" (八仙過海，各顯神通; bā xiān guò hǎi, gè xiǎn shén tōng) indica a situação em que todos exibem suas habilidades e conhecimentos para atingir um objetivo comum.

## NoQigonge nas artes marciais
Além disso, eles têm sido associados ao desenvolvimento inicial de exercícios de qigong, como as oito peças de brocado. Existem alguns estilos de artes marciais chinesas com seus nomes, que utilizam técnicas de luta que são atribuídas às características de cada imortal. Alguns estilos do boxe bêbado fazem uso extensivo dos arquétipos dos Oito imortais para condicionamento, qigong/meditação e treinamento de combate. Uma subseção do treinamento de punho bêbado de BaYingQuan inclui metodologias para cada um dos oito imortais.

## Reverência
Estabelecido na dinastia Song, o templo de Xi'an Palácio dos Oito imortais (八仙宮), anteriormente Convento dos Oito imortais (八仙庵), é onde as estátuas dos Imortais podem ser encontradas no Salão dos Oito imortais (八仙殿). Existem muitos outros santuários dedicados a eles em toda a China e Taiwan. Em Cingapura, o templo de Xian'gu (仙姑殿) é dedicado à Imortal Sra. He Xiangu do grupo como seu foco de devoção.

## Representações na cultura popular

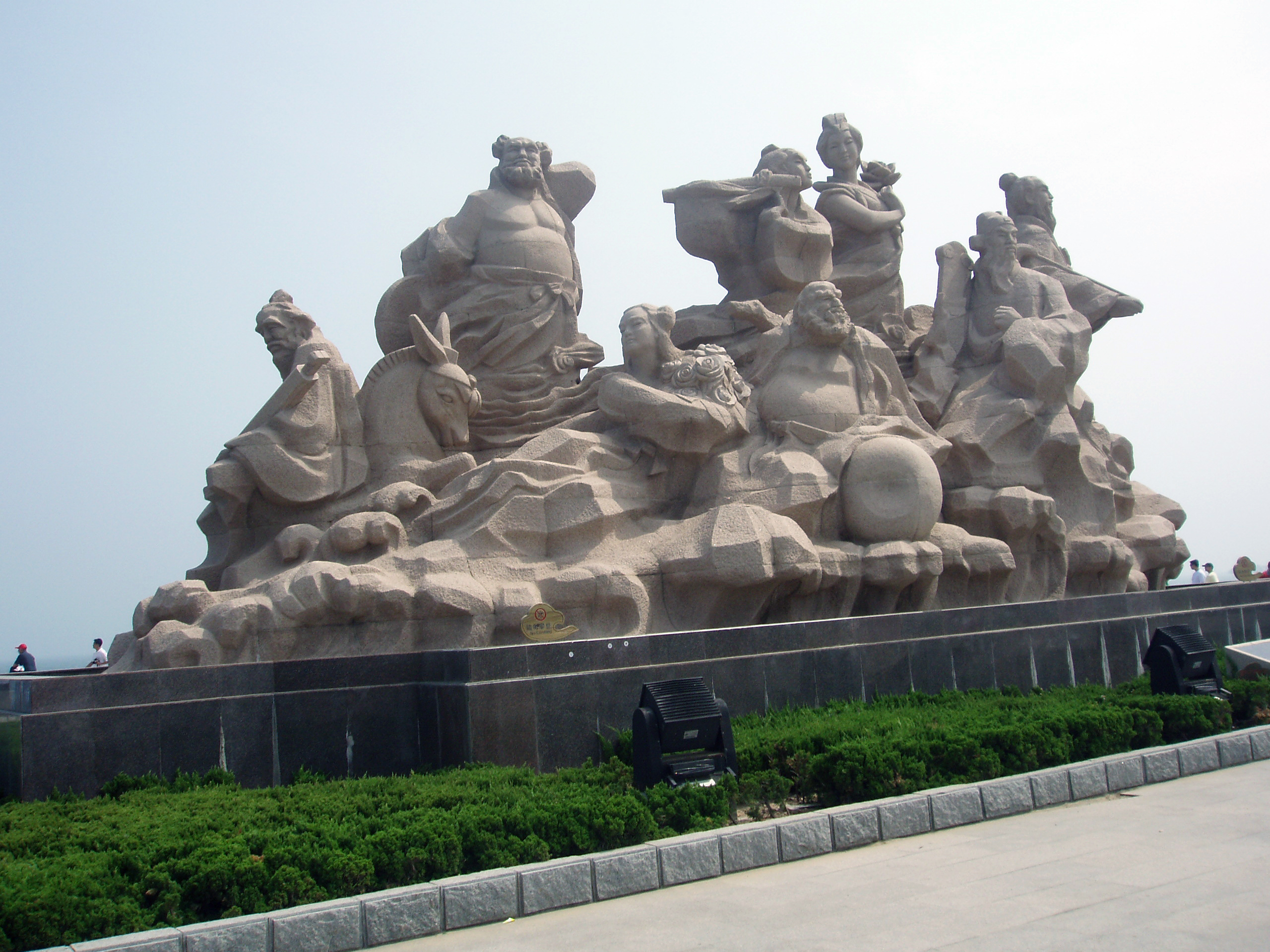
Estátua dos Oito imortais na cidade de Penglai, Shandong

Na China moderna, os Oito imortais ainda são um tema popular nas obras de arte. Pinturas, cerâmicas e estátuas ainda são comuns em residências em toda a China e estão ganhando popularidade em todo o mundo.
Vários filmes sobre os Oito imortais foram produzidos na China nos últimos anos.[carece de fontes?].
Nos filmes O mestre invencível (Drunken master) e O mestre invencível 2 (Drunken master II) de Jackie Chan, existem oito formas de artes marciais chinesas "bêbadas" que se diz serem originárias dos Oito imortais. A princípio, o protagonista não queria aprender a forma da Imortal He Xiangu porque a via como feminina, mas acabou criando sua própria versão dela.
A série de televisão de Singapura de 1998 – 1999, A lenda dos Oito imortais, foi baseada nas histórias dos Oito imortais e adaptada do romance Dong You Ji.
Os Oito imortais desempenham um papel importante na trama do videogame Fear effect 2.
Na série de histórias em quadrinhos de Andy Seto, Saint legend, os Oito imortais reaparecem para proteger a fé budista de espíritos malignos determinados a destruí-la.
Na história em quadrinhos dos X-Men, os Oito imortais aparecem para proteger a China junto com o Homem coletivo quando o mutante Xorn causou um massacre em uma pequena vila.
Na história em quadrinhos O punho de ferro imortal (Immortal iron fist), existem sete praticantes supremos de kung fu, chamados de Sete armas imortais. Cada um deles vem de cidades de outras dimensões e deve lutar pela chance de sua cidade aparecer na Terra. Além de serem chamados de Armas "imortais", a referência mais aberta aos Oito imortais é que um Arma imortal, Fat cobra, vem e representa uma cidade chamada "Ilha de Peng Lai (Peng Lai Island)".
No RPG Feng Shui, os Oito imortais aparecem no livro de referência Espinhos do Lótus (Thorns of the Lotus).
Os Oito imortais desempenharam um papel no programa de animação As aventuras de Jackie Chan. No show, os Imortais foram considerados aqueles que derrotaram os Oito feiticeiros demoníacos e os selaram no submundo usando itens que simbolizavam seus poderes. Eles então criaram a caixa Pan'ku como uma chave para abrir os portais que levam à prisão dos demônios. Mais tarde na série, é revelado que os itens que os Imortais usaram para selar os demônios pela primeira vez absorveram parte do chi dos demônios e se tornaram alvos de Drago, filho de Shendu (um dos Feiticeiros femoníacos), para aumentar seus próprios poderes.
Em O reino proibido, Jackie Chan interpreta o personagem Lu Yan, que supostamente é um dos Oito imortais, conforme revelado pelo diretor no especial do filme, O rei Macaco e os Oito imortais.
Na expansão Contos do dragão para Era da mitologia, os Oito imortais são unidades de heróis para os chineses.
Em As crônicas do druida de ferro, Zhang Guolao se junta ao grupo que viaja para Asgard para matar Thor em vingança pelos crimes dos deuses nórdicos. O rancor de Zhang Guolao decorre de Thor ter matado seu burro em um truque.
O segundo álbum da banda asiático-americana de death metal Ripped to Shreds, 亂 (Luan) (2020), apresenta uma música sobre os Oito imortais chamada "Eight immortals feast"